# Еталонна діброва (Гайсинське лісництво)
Еталонна діброва — ботанічна пам'ятка природи місцевого значення. Розташована на території Михайлівської сільської ради Гайсинського району Вінницької області (Гайсинське лісництво, кв. 70 діл. 7) поблизу с. Михайлівка. Оголошена відповідно до рішення Вінницького облвиконкому від 28.10.1974 р. № 500. Охороняється високопродуктивне еталонне насадження дуба звичайного віком близько 100 років.